# Енаки, Валентина
Валентина Енаки (рум. Valentina Enachi; род. 15 февраля 1966, Кишинёв) — советская и молдавская легкоатлетка, специалистка по бегу на длинные дистанции и марафону. Выступала как элитная бегунья в 1990-х — 2000-х годах, преимущественно во Франции, где неоднократно становилась победительницей и призёркой различных соревнований на шоссе. Участница двух летних Олимпийских игр.

## Биография
Валентина Енаки родилась 15 февраля 1966 года в Кишинёве, Молдавская ССР.
Начинала карьеру на международном уровне ещё в составе сборной Советского Союза. Так, в 1986 году заняла 24 место на марафоне в Ужгороде (2:49:29), в 1989 году на чемпионате СССР по марафону в Белой Церкви показала 18 результат (2:50:42).
В 1990 году заняла второе место в 100-километровом ультрамарафоне в Великобритании, а также одержала победу на Тверийском марафоне в Израиле (3:00:32) и стала третьей на Римском марафоне (2:39:40).
В 1991 году финишировала пятой на Белградском марафоне (2:58:48), третьей на Рижском марафоне (2:55:33), выиграла марафон в Ираклионе (2:50:37), стала тринадцатой на марафоне в Кальвии (2:50:58).
В 1992 году стала серебряной призёркой в зачёте Рижского марафона (2:51:48).
В 1993 году заняла четвёртое место на Будапештском марафоне (3:09:27).
Начиная с 1994 года выступала в основном во Франции в местных гонках на шоссе, где часто побеждала всех своих соперниц.
Из наиболее крупных стартов в 1995 году пробежала Бостонский марафон, где с результатом 2:38:15 заняла итоговое 15 место. Также была лучшей на Лозаннском марафоне, преодолев дистанцию за 2:33:35. Попав в основной состав молдавской национальной сборной, выступила на чемпионате мира по полумарафону — здесь в женском личном зачёте закрыла двадцатку сильнейших.
В 1996 году была десятой на марафоне в Бостоне (2:33:58). Участвовала в марафонском забеге на летних Олимпийских играх в Атланте, однако находилась здесь в статусе неофициальной участницы и не вошла в итоговый протокол.
Впоследствии продолжала выиграть различные шоссейные старты во Франции, в частности в 1997 году отметилась победой на Лионском марафоне, установив при этом свой личный рекорд — 2:31:22.
В 1998 году стала шестой на Лос-Анджелесском марафоне (2:37:24).
Находилась в числе участниц чемпионата мира по полумарафону 1999 года в Палермо, но в конечном счёте на старт здесь не вышла.
В 2000 году финишировала пятой на Парижском марафоне (2:33:28). Представляла Молдавию в марафоне на Олимпийских играх в Сиднее, однако сошла с дистанции и не показала никакого результата.
В 2001 и 2002 годах дважды подряд выигрывала марафон Ла-Рошель. Затем ещё достаточно долго оставалась действующей бегуньей, вплоть до 2016 года занимала подиумы на различных небольших стартах во Франции.